# Elizabeth Newson
 (mai 2023).
La mise en forme du texte ne suit pas les recommandations de Wikipédia : il faut le « wikifier ».
Les points d'amélioration suivants sont les cas les plus fréquents. Le détail des points à revoir est peut-être précisé sur la page de discussion.
- Les titres sont pré-formatés par le logiciel. Ils ne sont ni en capitales, ni en gras.
- Le texte ne doit pas être écrit en capitales (les noms de famille non plus), ni en gras, ni en italique, ni en « petit »…
- Le gras n'est utilisé que pour surligner le titre de l'article dans l'introduction, une seule fois.
- L'italique est rarement utilisé : mots en langue étrangère, titres d'œuvres, noms de bateaux, etc.
- Les citations ne sont pas en italique mais en corps de texte normal. Elles sont entourées par des guillemets français : « et ».
- Les listes à puces sont à éviter, des paragraphes rédigés étant largement préférés. Les tableaux sont à réserver à la présentation de données structurées (résultats, etc.).
- Les appels de note de bas de page (petits chiffres en exposant, introduits par l'outil «  Source ») sont à placer entre la fin de phrase et le point final[comme ça].
- Les liens internes (vers d'autres articles de Wikipédia) sont à choisir avec parcimonie. Créez des liens vers des articles approfondissant le sujet. Les termes génériques sans rapport avec le sujet sont à éviter, ainsi que les répétitions de liens vers un même terme.
- Les liens externes sont à placer uniquement dans une section « Liens externes », à la fin de l'article. Ces liens sont à choisir avec parcimonie suivant les règles définies. Si un lien sert de source à l'article, son insertion dans le texte est à faire par les notes de bas de page.
- La présentation des références doit suivre les conventions bibliographiques. Il est recommandé d'utiliser les modèles {{Ouvrage}}, {{Chapitre}}, {{Article}}, {{Lien web}} et/ou {{Bibliographie}}. Le mode d'édition visuel peut mettre en forme automatiquement les références.
- Insérer une infobox (cadre d'informations à droite) n'est pas obligatoire pour parachever la mise en page.

Pour une aide détaillée, merci de consulter Aide:Wikification.
Si vous pensez que ces points ont été résolus, vous pouvez retirer ce bandeau et améliorer la mise en forme d'un autre article.
Pour les articles homonymes, voir Newson.
La professeure Elizabeth Ann Newson (8 avril 1929 - 6 février 2014) est une psychologue du développement britannique connue pour son travail avec les enfants du spectre autistique. Elle a proposé la condition d'évitement pathologique de la demande en 1980.[Quoi ?]

## Biographie
Elizabeth Newson est née à Highgate (Londres) de Mary et Richard Palmer. Elle est la première de leurs quatre enfants. Ses parents étaient des socialistes convaincus et ils ont accueilli une jeune fille juive qui avait été envoyée d'Allemagne pour se mettre à l'abri. Plus tard, ils offrirent également un foyer à ses parents.
Elle a épousé John Newson et, en 1955, ils ont eu leur premier enfant, Roger, qui avait des habitudes de sommeil très perturbées. Les manuels d'éducation parentale et les articles universitaires, auxquels ils avaient facilement accès, n'étaient guère utiles pour expliquer le comportement de leur enfant, et ils ont donc décidé d'étudier la question eux-mêmes.[réf. nécessaire] Avec leurs propres fonds, elles ont organisé des entretiens avec 700 familles. Des professionnels de la santé les ont aidées, mais Elizabeth a mené 200 entretiens elle-même et son mari a passé de nombreuses heures à créer des cartes perforées dans le centre informatique de l'université de Nottingham pour permettre le traitement des données. Les entretiens ont été menés sans jugement et les parents ont enregistré ce qu'ils voulaient dire.
L'unité de recherche sur le développement de l'enfant a ouvert ses portes en 1958 à l'université de Nottingham, avec Newson et son mari comme co-directeurs. En 1965, leurs études ont abouti à la publication de "Patterns of Infant Care in an Urban Community" (Modèles de soins aux nourrissons dans une communauté urbaine) chez Penguin. Leurs travaux mettent particulièrement l'accent sur les jouets et l'apprentissage par le jeu, ainsi que sur les besoins des enfants atteints de maladies telles que l'autisme. En 1968, elle a créé, avec un groupe de parents, l'association "Autism East Midlands" pour soutenir l'aide aux familles de la région de Nottingham.
En 1980, elle a proposé le terme d'évitement pathologique de la demande pour décrire les personnes qui ne veulent pas coopérer avec les instructions, même lorsque c'est dans leur propre intérêt. Elle avait identifié un groupe d'enfants qui présentaient cette caractéristique et qui "évitaient à l'extrême les demandes et les attentes quotidiennes".
En 1993, le Royal College of Paediatrics and Child Health l'a nommée membre honoraire et, l'année suivante, le Centre de diagnostic de la petite enfance a été rebaptisé Centre Elizabeth Newson. Cinq ans plus tard, elle a été décorée de l'ordre de l'Empire britannique (OBE) pour son travail auprès des enfants autistes dans le cadre des honneurs du Nouvel An 1999.[réf. nécessaire]
Elizabeth Newson meurt en 2014.[réf. nécessaire]

## Postérité
En 2018, son association caritative "Autism East Midlands" a célébré ses 50 ans de réalisations et le travail qu'elle et son mari ont réalisé sur des enfants de 11 ans, "Childhood into Adolescence : Growing up in the 1970s" a finalement été publié. De nouvelles sections ont été ajoutées et l'ouvrage a été publié sous la direction de Peter Barnes et Susan Gregory.